# محتوای آسمان‌خراش
محتوای آسمان‌خراش (به انگلیسی: SkyScraper Content) اصطلاحی است که نخستین بار توسط برایان دین به کار برده شد. محتوای آسمان‌خراش به محتواهایی گفته می‌شود که بسیار طولانی و جامع هستند و اغلب بیش از ۲۰۰۰ تا ۳۰۰۰ کلمه دارند. نوشتن چنین محتواهایی در بهینه‌سازی موتور جستجو بسیار مناسب است.

## فواید محتوای آسمان‌خراش
برخی از فواید محتوای آسمان‌خراش عبارتند از:
- بر طبق تحقیقاتی که انجام شده‌است، میانگین طول محتواهایی که در رتبهٔ یکِ گوگل قرار دارند، ۱۹۵۰ کلمه است؛ بنابراین، چنین محتواهایی شانس بیشتری برای کسب رتبهٔ یک دارند.
- محتواهای آسمان‌خراش به دلیل کامل بودن و جامع بودن، به‌خوبی نیازهای کاربران را برطرف می‌کنند و تجربهٔ کاربریِ خوبی دارد.
- در درون محتواهای آسمان‌خراش، به دلیل طولانی بودن، می‌توان از زیرعنوان‌ها استفاده کرد که در سئو بسیار مفید هستند.
- فرصت بیشتری برای قراردادن فایل‌های چندرسانه‌ای، مانند عکس و ویدئو، وجود دارد که همگی تجربهٔ کاربریِ بهتری را برای کاربر ایجاد می‌کنند.
- همچنین، عده‌ای عقیده دارند به دلیل کامل و جامع بودن این‌گونه محتواها، شانس دریافت پیوند ورودی (بَک‌لینک) برای آنها بیشتر است.